# Maireana astrotricha
Maireana astrotricha är en amarantväxtart som först beskrevs av Lawrence Alexander Sidney Johnson, och fick sitt nu gällande namn av Paul G. Wilson. Maireana astrotricha ingår i släktet Maireana och familjen amarantväxter. Inga underarter finns listade i Catalogue of Life.

## Bildgalleri

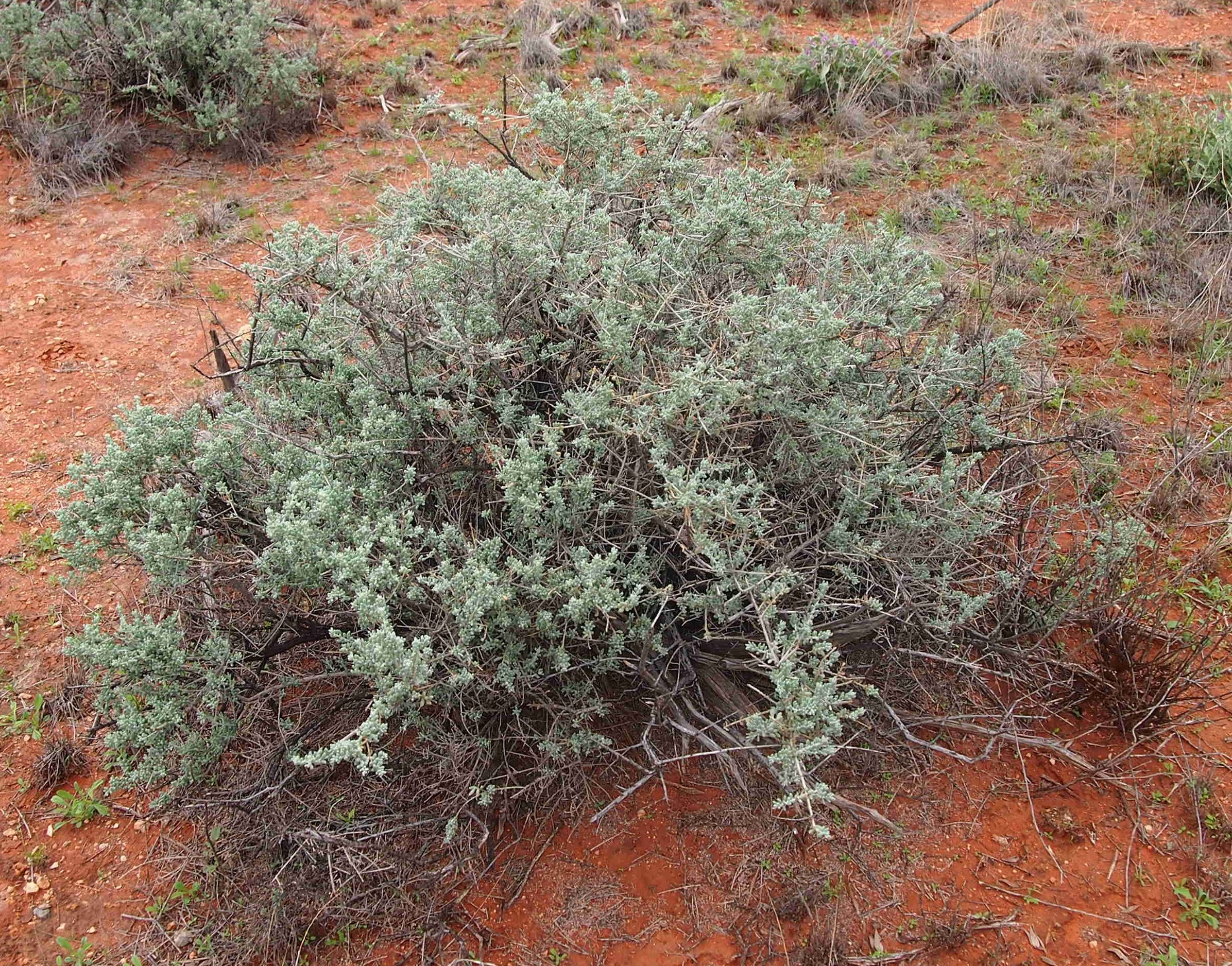
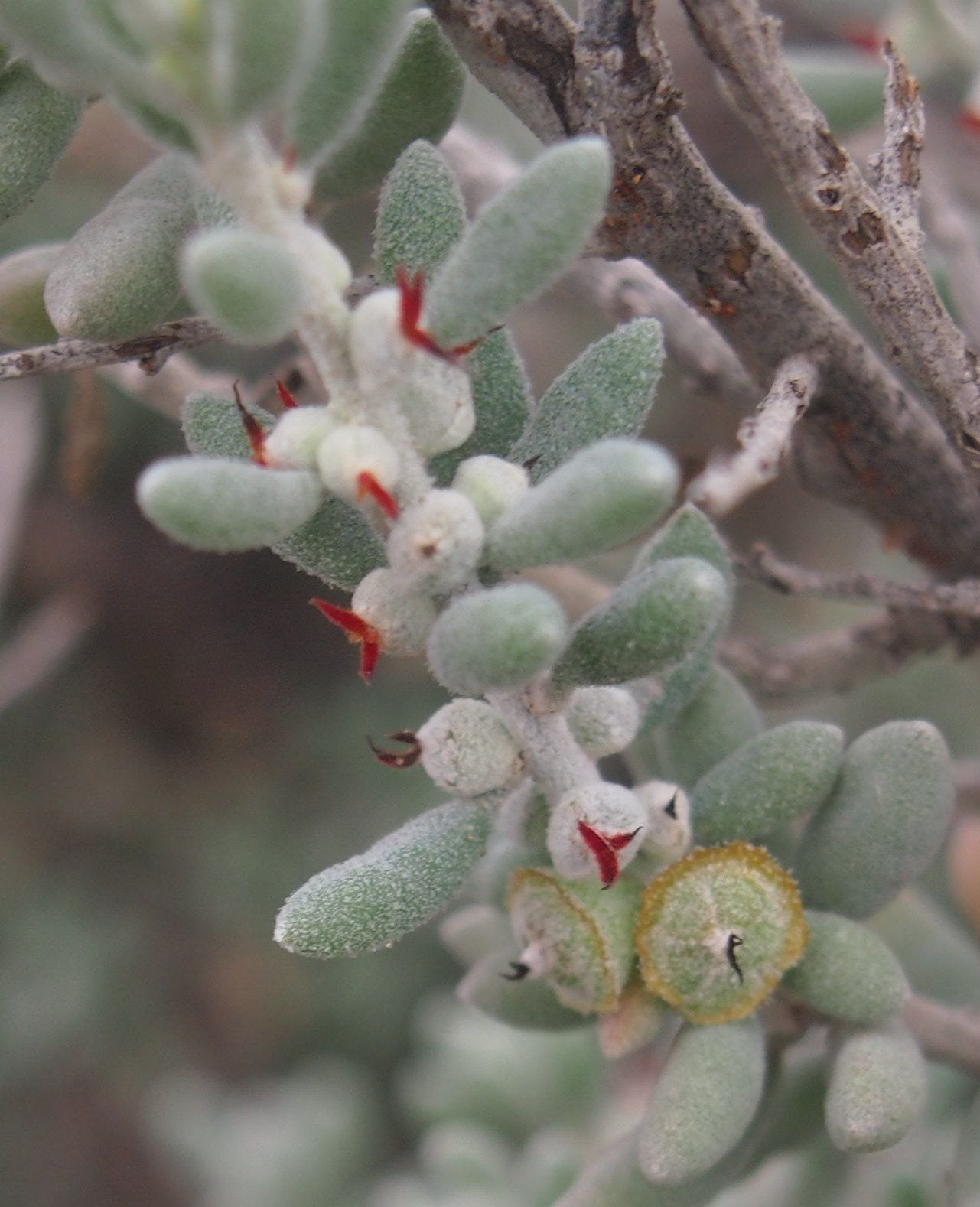
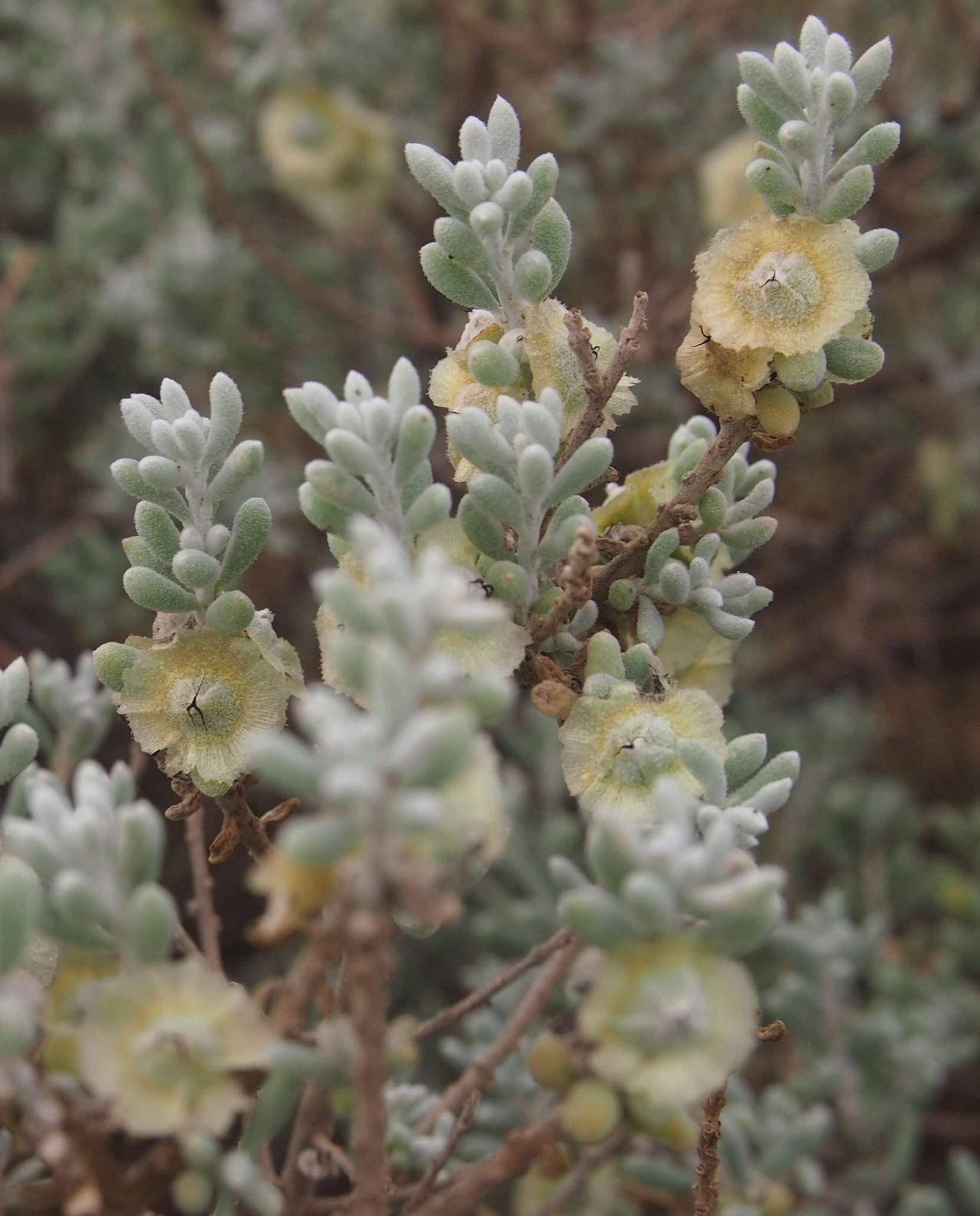
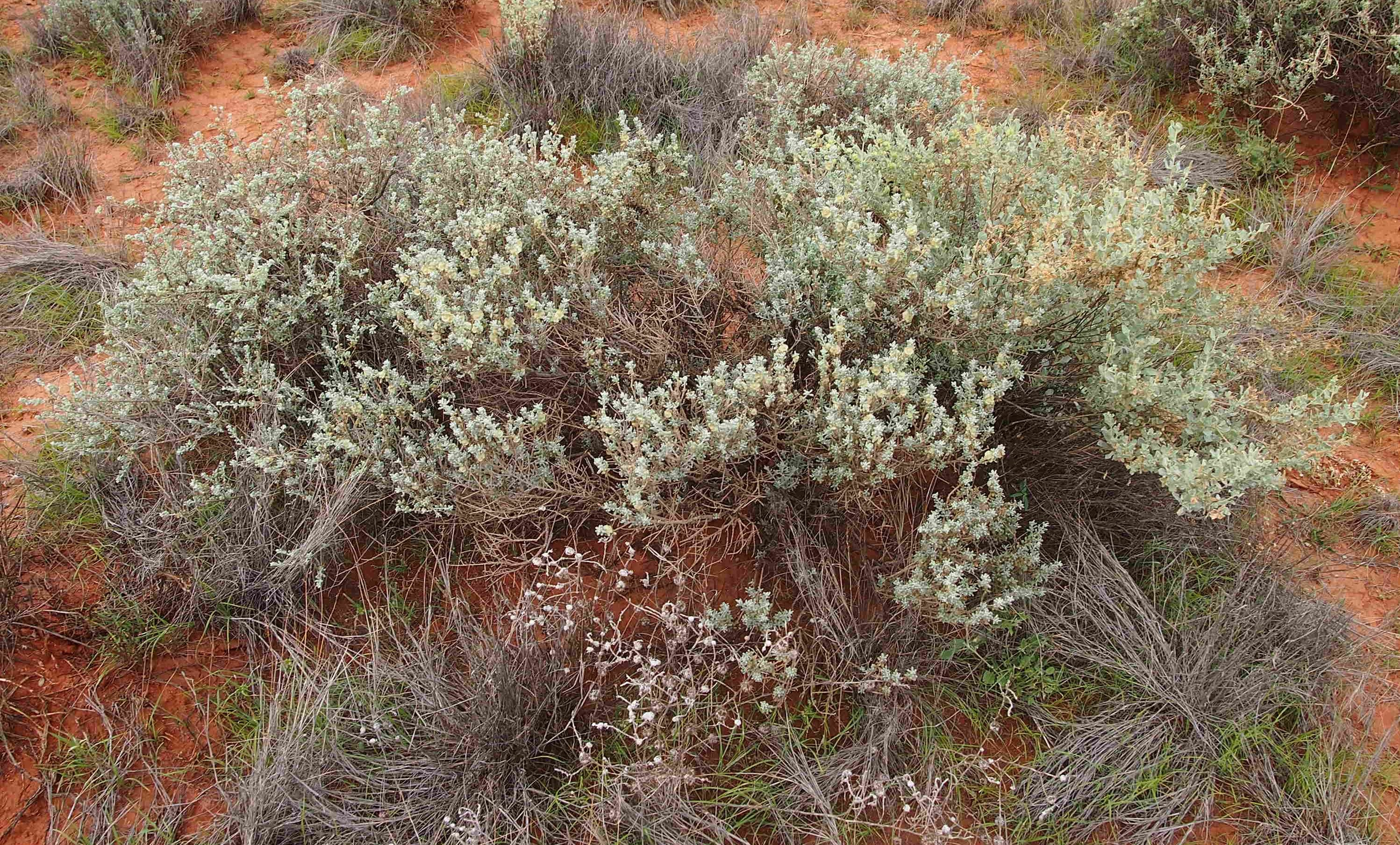
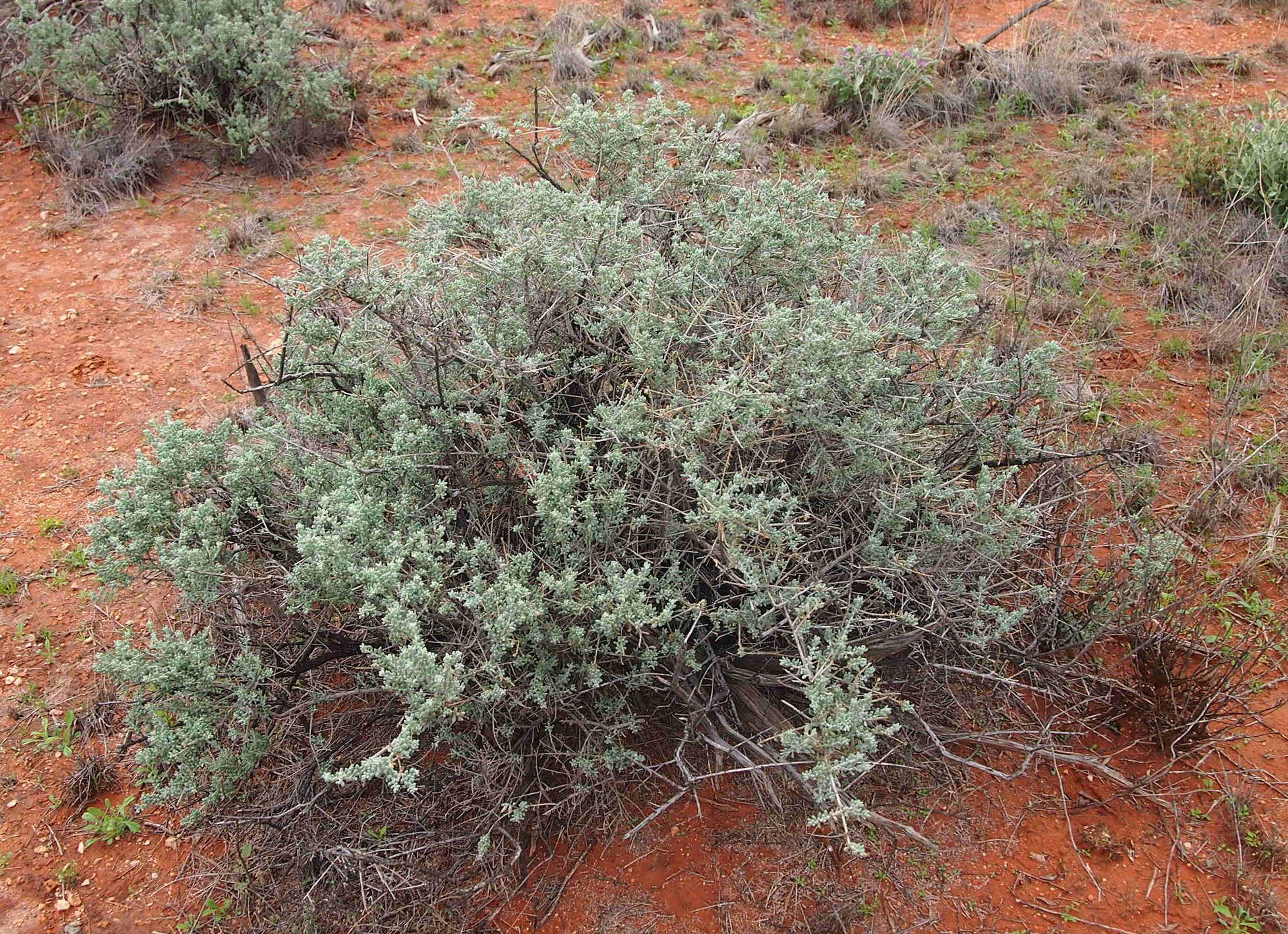